# 익산 김병순 고택
익산 김병순 고택(益山 金炳順 古宅)은 전북특별자치도 익산시 함라면 함열리에 있는 일제강점기의 건축물이다. 1986년 9월 8일 전북특별자치도의 민속문화재 제23호 김안균 가옥로 지정되었다가, 2019년 3월 11일 대한민국의 국가민속문화재 제297호로 승격, 지정되었다.

## 개요
건물에 적힌 기록(상량문)으로 보아 사랑채는 1922년에, 동·서 행랑채는 1930년대에 지은 것으로 추정한다.
안채, 사랑채, 행랑채 등으로 구성되어 있으며 구조나 꾸밈 일부에 일본 건축 수법이 섞여 있다.
조선 후기 양반가 형식을 취하고 있는 집으로 당시 주택구조를 살필 수 있는 좋은 자료가 되고 있다.

## 국가민속문화재 지정 사유
전라북도 익산시 함라면 함라마을의 3대 만석꾼 중 한 명으로 알려진 김병순이 1920년대 건립한 집으로, 전통을 유지하면서도 근대의 변화를 적극적으로 수용한 당시 부농계층의 생활 및 건축양식의 특징을 거의 원형 그대로 유지하고 있다.
고택의 입지와 배치에 있어 근대기 가옥의 특성인 길과 대지의 여건에 맞는 건물 배치와 안채․사랑채의 분리 및 내부 복도를 통한 긴밀한 연결, 넓은 후원 등은 유교적 관습보다는 실생활을 반영한 부농주거의 특징을 나타내고 있다.
또한, 현존하는 전북지역 고택 중 가장 큰 규모의 집으로 건축부재의 조각, 문양 등 장식기법이 뛰어나고, 붉은 벽돌과 유리 창호 등과 같이 근대기 건축 재료들이 가미되어 있는 등 건립 당시의 시대상을 잘 보여주고 있음. 특히 우리나라 전통가옥의 공간 속에 내재되어 있는 유교적 질서체계 및 배치형식, 의장기법, 건축재료 등의 변화과정을 비교적 잘 표현해 주고 있다.
조선후기 새로운 신분계층이라 할 수 있는 부농주거의 특징을 가지고 있는 김병순 고택은 일자형을 기본으로 한 평면 구성과 위계의 구분 등에서는 유교적인 관습을 따르면서, 실생활에서는 편리를 위해 새로운 건축양식을 수용하고 있어 우리나라 전통가옥의 변천사를 구체적으로 살펴볼 수 있다는 측면에서 매우 중요한 자료라 할 수 있다.

## 참고 문헌
- 익산 김병순 고택 - 국가유산청 국가유산포털